# Некрасово (Калининский район)
Некра́сово — деревня в Калининском районе Тверской области. Относится к Красногорскому сельскому поселению.

## География
Расположена к юго-западу от Твери на Старицком шоссе (28К-0576 «Тверь—Ржев»), 14-й км от Тверской объездной дороги.
Население по переписи 2002 — 495 человек, 240 мужчин, 255 женщин.

## В деревне
- МОУ «Некрасовская СОШ»[2]
- Некрасовский кадетский центр (бывший детский дом)
- Путиловское лесничество

## История
Прежнее название деревни — Спасское.
В Списке населённых мест 1859 года значится владельческое сельцо Спасское, почтовая станция на Старицком почтовом тракте, 20 вёрст от Твери, 21 двор, 148 жителей. Во второй половине XIX — начале XX века деревня Спасское относилась к Воскресенской волости и приходу Тверского уезда.
В 1931 году был организован колхоз имени Н. А. Некрасова, по которому и деревня получила новое название.
В 1930-60-х годах была центром Некрасовского сельсовета в составе Калининского района Калининской области.
В 1997 году — 147 хозяйств, 372 жителя.

## Население
| 2010 |
| ---- |
| 404  |